# 羽裂叶荠
羽裂叶荠（学名：Smelowskia sisymbrioides）为十字花科芹叶荠属下的一个种。